# Clearwater (Florida)
Clearwater és una població dels Estats Units, seu del comtat de Pinellas, a l'estat de Florida. Segons el cens del 2005 tenia 108.687 habitants.

## Demografia
Segons el cens del 2000, Clearwater tenia 108.787 habitants, 48.449 habitatges, i 27.422 famílies. La densitat de població era de 1.660,8 habitants per km².
Dels 48.449 habitatges en un 21,7% hi vivien nens de menys de 18 anys, en un 41,7% hi vivien parelles casades, en un 11,3% dones solteres, i en un 43,4% no eren unitats familiars. En el 35,5% dels habitatges hi vivien persones soles el 15,4% de les quals corresponia a persones de 65 anys o més que vivien soles. El nombre mitjà de persones vivint en cada habitatge era de 2,17 i el nombre mitjà de persones que vivien en cada família era de 2,79.
Per edats la població es repartia de la següent manera: un 19,1% tenia menys de 18 anys, un 8% entre 18 i 24, un 27,6% entre 25 i 44, un 23,8% de 45 a 60 i un 21,5% 65 anys o més.
L'edat mediana era de 42 anys. Per cada 100 dones de 18 o més anys hi havia 88,8 homes.
La renda mediana per habitatge era de 36.494 $ i la renda mediana per família de 46.228 $. Els homes tenien una renda mediana de 31.067 $ mentre que les dones 25.066 $. La renda per capita de la població era de 22.786 $. Entorn del 8,4% de les famílies i el 12,3% de la població estaven per davall del llindar de pobresa.

## Poblacions més properes
El següent diagrama mostra les poblacions més properes.